# Geschützter Begriff
Ein geschützter Begriff ist eine Bezeichnung, die nur unter Erfüllung bestimmter prüfbarer Voraussetzungen verwandt werden darf.
Geschützte Begriffe sind unter anderem:
- Siegel für Handels-Waren, um verlässliche Qualitätsstandards zu gewährleisten
- Warenmarken
- viele Berufsbezeichnungen, geschützt durch eine staatlich geprüfte Ausbildung

Geschützt ist ein Begriff durch seine staatliche Anerkennung. Das kann durch einen Eintrag im Deutschen Patent- und Markenamt erfolgen, durch staatliche Gesetzgebung selbst oder durch das nachträgliche Einklagen des Markenrechts.